# Zonă metropolitană (Statele Unite ale Americii)

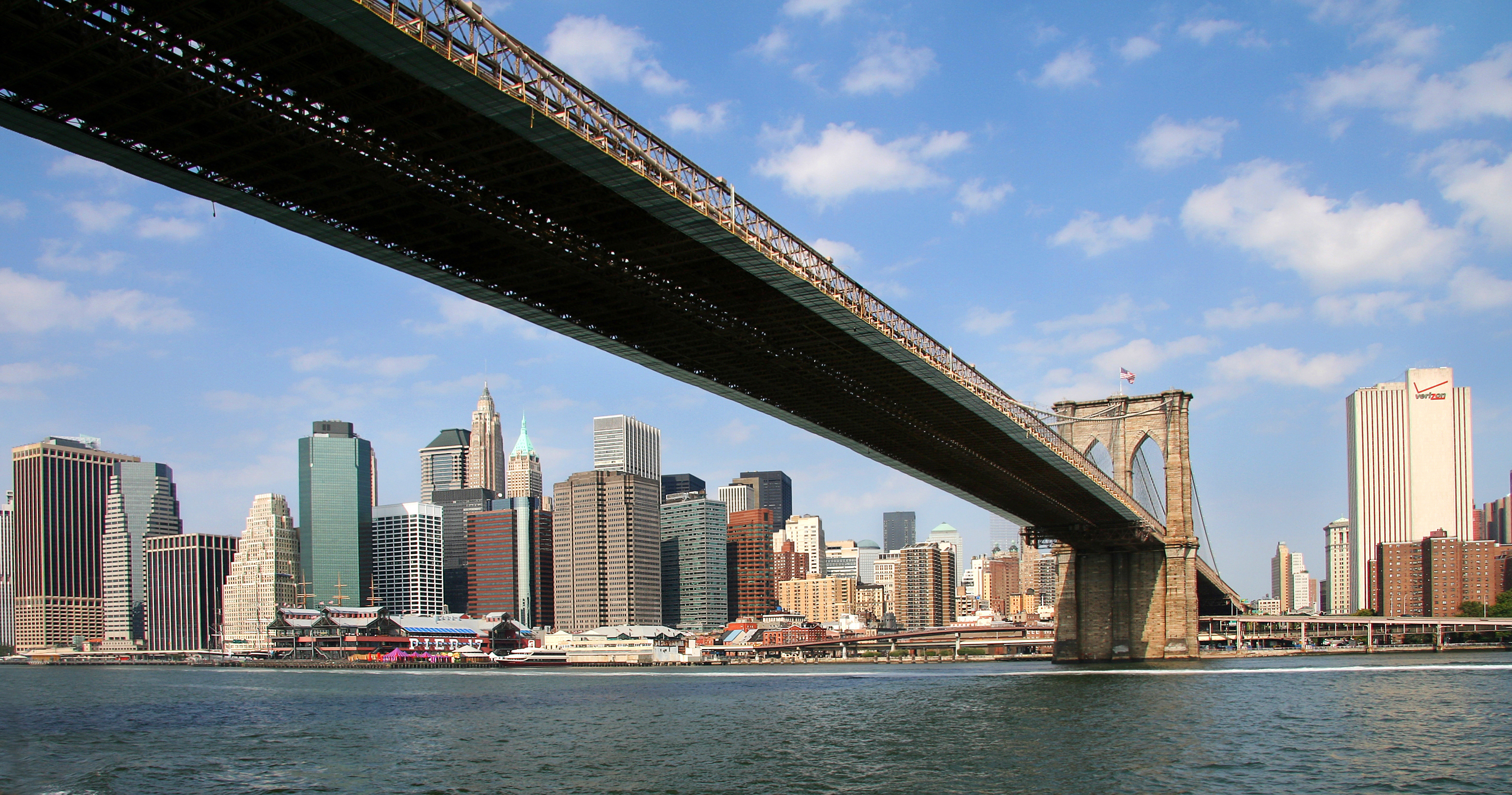
O zonă urbană dens populată, Manhattan, (unul din cele cinci foste comitate ale NYC), parte a zonei metropolitane a orașului New York City.

Zonă metropolitană (în engleză metropolitan area) este un termen din demografie care se referă la o regiune urbană dens populată ca centru de populație al unei zone locuite înconjurată de zone mai slab locuite, conținând elemente de infrastructură, industrie, servicii și numeroase locuințe.
O zonă metropolitană conține multiple jurisdicții administrative și municipalități așa cum sunt cartiere, districte civile, orașe, suburbii, comitate, întinzându-se adesea pe terioriul a mai multe state. Odată cu trecerea timpului, după cum instituțiile economice, politice și sociale au suferit schimbări, zonele metropolitane au devenit regiuni esențiale din toate punctele de vedere.

## Definirea termenului în Statele Unite

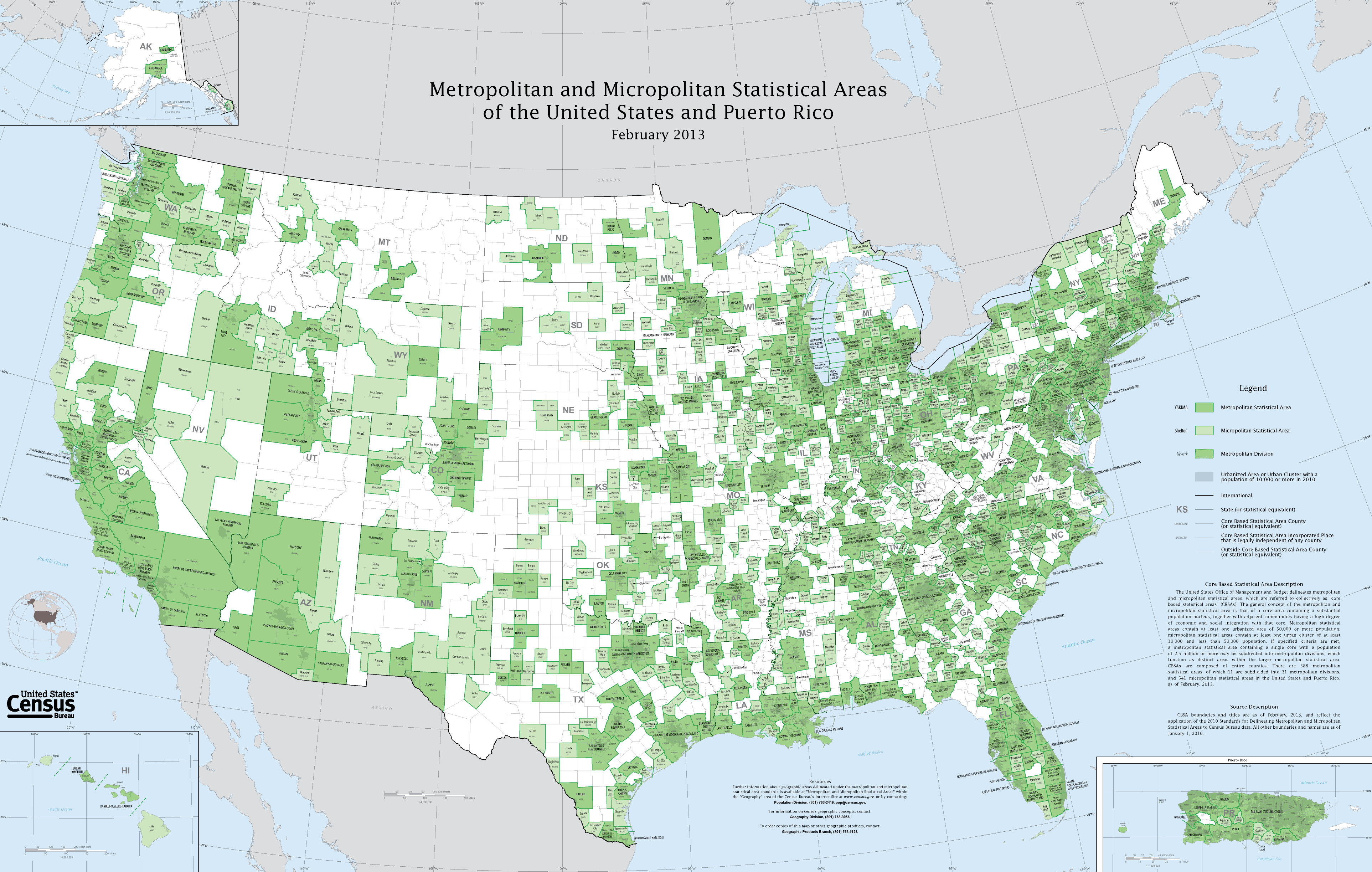
O hartă care indică cele 942 zone statistice (CBSAs) din SUA. Cele 366 zone metro (MSAs) sunt indicate în verde.

Oficiul de Gospodărire și Buget (conform originalului, Office of Management and Budget) definește zone statistice bazate pe nuclee [de populație] (conform originalului, Core Based Statistical Areas, cunoscute și prin acronimul CBSA), care sunt utilizate pentru scopuri statistice de către diferite agenții federale.
Fiecare din aceste zone statistice CBSA are la origine un nucleu care este o zonă urbană, putând conține mai multe zone urbane și/sau comitate grupate în jurul nucleului și care sunt puternic integrate economic și social cu orașul nucleu.
Aceste zone aglomerate urbane (metropolitane sau micropolitane) au fost desemnate ca metropolitane ori micropolitane, având ca principal indicator mărimea populație.  Astfel, o "zonă metro" trebuie să numere cel puțin 50.000 de rezidenți, în timp ce o "zonă micro" trebuie să aibă între 10.000 și 50.000  de locuitori.

## Vedeți și
- Listă de zone metropolitane din America de Nord
- Zonă metropolitană
- Zone metropolitane în România

respectiv
- Borough (Statele Unite ale Americii)
- Cătun (Statele Unite ale Americii)
- District civil (Statele Unite ale Americii)
- District desemnat (Statele Unite ale Americii)
- District topografic (Statele Unite ale Americii)
- Loc desemnat pentru recensământ (Statele Unite ale Americii)
- Localitate neîncorporată (Statele Unite ale Americii)
- Municipalitate (Statele Unite ale Americii)
- Oraș (Statele Unite ale Americii)
- Precinct (Statele Unite ale Americii)
- Rezervație amerindiană (Statele Unite ale Americii)
- Sat (Statele Unite ale Americii)
- Târg (Statele Unite ale Americii)
- Township (Statele Unite ale Americii)
- Zonă de recensământ (Statele Unite ale Americii)
- Zonă metropolitană (Statele Unite ale Americii)
- Zonă micropolitană (Statele Unite ale Americii)

## Alte legături interne
- Categorie:Liste de orașe din Statele Unite după stat
- Categorie:Liste de târguri din Statele Unite după stat
- Categorie:Liste de districte civile din Statele Unite după stat
- Categorie:Liste de sate din Statele Unite după stat
- Categorie:Liste de comunități neîncorporate din Statele Unite după stat
- Categorie:Liste de localități dispărute din Statele Unite după stat
- Categorie:Liste de comunități desemnate pentru recensământ din Statele Unite după stat